# ドーキンズ英里奈
ドーキンズ 英里奈（ドーキンズ えりな、1992年9月29日 - ）は、日本のタレント、モデル。血液型はB型。通称「ドキンちゃん」。
岐阜県岐阜市出身。サンズエンタテインメント所属。

## 人物
ニュージーランド人の父親と日本人の母親を持ち、2歳年下の弟が1人いる。岐阜県立岐阜北高等学校卒業後、南山大学外国語学部スペイン・ラテンアメリカ学科へ進学したが中退し、成蹊大学経済学部へ再入学して卒業した。旅行とラグビー観戦、手芸、コスプレが趣味で、ハロウィンの時期にはよくコスプレをしている。また映画鑑賞も趣味としており、ジャパンプレミアのレッドカーペットセレモニーにゲストや中継レポーターとしての参加経験もある。
岐阜美少女図鑑 GIBI10オフィシャルアンバサダー。
お笑いコンビ・オードリーの春日俊彰とともに、ラグビーワールドカップ2019開催都市特別サポーター就任（埼玉・熊谷）。
2020年3月28日、一般男性と5月に結婚予定であることを報告。自身の誕生日である同年9月29日に、結婚式を終えたことをSNSで明らかにした。
2023年現在鹿児島県在住。
2025年4月14日、妊娠を発表。2度の流産や不育症の治療などを経て妊娠に至った経緯も明らかにした。
2025年6月、第一子を出産。

## 活動

### 岐阜のローカルタレント時代
2009年12月、岐阜美少女図鑑（フリーペーパー）第2号のモデルとしてデビュー。続く第3号のモデルも務めたが2号連続掲載は当時は異例の特別待遇であった。この3号の撮影をきっかけに岐阜市柳ヶ瀬商店街の非公式キャラクター「やなな」スタッフへ参加を勧められ、2010年6月から2代目「やななビジュアルマネージャー」に就任。「かわいすぎるマネージャー・ドキンちゃん」の愛称で親しまれ、ゆるキャラとしてのやななの認知度が上がるにつれマネージャーとして注目を浴びるようになった。そのかたわら2010年ベストジーニストの一般部門で優勝。

### 全国区のタレントへ
2011年3月で岐阜美少女図鑑モデルを離籍。翌4月に日本テレビ系の番組『スター☆ドラフト会議』に出演、この番組でいくつかの事務所にスカウトされたが、その中で何度か岐阜まで足を運ぶほど熱心だったというサンズエンタテインメントとタレント契約を結び岐阜県外でのタレント活動を開始するようになった。その一方で自身のタレント活動とやななスタッフの活動の両立が困難となり2011年8月「やななビジュアルマネージャー」を退任して、活動の本拠を東京に移し『ズームイン!!サタデー』（日本テレビ）キャスターなどのレギュラーをこなすようになった。これについては、小学校6年生の時の卒業文集に「お天気お姉さんになりたい」と書いたほどで「夢でした」と話している。『ドキンちゃん』と呼ばれることについては、そう呼ばれることを『それいけ!アンパンマン』（日本テレビ）のスタッフから許可を得てあると話している。

## 出演

### テレビ番組
- Leader & Innovation 賢者の選択（TwellV、2015年11月15日 - ）
- 魅力まるごと いまドキッ!埼玉（テレビ埼玉、2020年4月11日 - ）
- 前略、大とくさん（中京テレビ、2020年10月11日【予定】）[20]

### ラジオ
- MAGICAL SNOWLAND（FM NACK5、2014年10月4日 -（10月〜翌年3月のシーズン限定放送） ）

### Youtube
- ドキドキまんが道（双葉社・futabaNET、2019年12月11日 - ）

### CM
- ボリーナイメージガール（田中金属製作所）
  - 『BMKのでらヤバいい～旅!』内（東海テレビ、2021年6月～）
  - Bollina Avanti（2022年3月～）

### 書物
- 岐阜美少女図鑑

## 過去の出演

### テレビ番組
- ドデスカ!（メ〜テレ、2011年3月28日 - 2012年3月）
- スター☆ドラフト会議（日本テレビ、2011年4月12日 - 2013年3月5日）
- ヒルナンデス!（日本テレビ、2011年5月10日、2013年2月20日、3月20日、3月27日、4月8日、7月1日）
- ズームイン!!サタデー（日本テレビ、2011年10月 - 2015年3月）
- 幸せの黄色い仔犬（中京テレビ、2011年10月15日、2012年3月10日、6月3日）
- ぴったんこカン・カン（TBS、2011年10月21日-2013年04月19日、不定期出演）
- 世界一受けたい授業（日本テレビ）（2012年1月28日）
- オールスター感謝祭（2012年3月31日、2012年9月29日、2013年3月30日）
- notty☆LIVE 7時間!（nottv、2012年4月 - ）
- ダウンタウンDX（日本テレビ、2012年5月3日）
- メレンゲの気持ち（日本テレビ、2012年5月26日）
- 秘密のケンミンSHOW（読売テレビ、2012年6月7日）
- リンカーン（TBS、2012年7月17日、8月7日）
- 踊る!さんま御殿!!（日本テレビ、2012年8月14日）
- 着信御礼!ケータイ大喜利（NHK総合、2012年9月22日）
- クイズプレゼンバラエティー Qさま!!（テレビ朝日、2012年10月29日）
- 快傑えみちゃんねる（関西テレビ、2012年12月7日）
- 出没!アド街ック天国（テレビ東京、2013年2月9日)
- ザ・シネマ「スター・ウォーズ・ガイド～3つのフォースに迫る!」（CS放送、2014年4月5日）
- 経済バラエティ番組「Bプロジェクトたむら社長室」（2014年10月から◆サンテレビ【毎週月曜日 24:30〜】 ◆テレビ神奈川【毎週火曜日25:00〜】 ◆三重テレビ【毎週火曜25:20〜】 ） - レギュラー
- ESPRIT JAPON（BSフジ）旅人レギュラー
- TOHOKUメンコイらぼ（NHK総合、2015年6月10日）
- 一夜づけ（テレビ東京、2016年4月- 2017年3月まで) レギュラーアシスタント
- 有田哲平の夢なら醒めないで（TBS、2018年5月8日）
- 梅沢富美男のズバッと聞きます!（フジテレビ、2019年8月28日、9月18日）
- あの日の通学路 思い出の扉が今開く!  爆笑大阪編＆ドキドキ岐阜編（NHK総合、2020年8月24日、NHK BSプレミアム、2020年9月12日）
- 今夜くらべてみました（日本テレビ、2021年5月12日）
- LaLaLUXE  (LaLaTV) レギュラー出演者
- Cawaroo.TV (JCOM) レギュラー出演者

### ラジオ
- 美少女図鑑+（FM岐阜）
- bayfm SUMMER CAMPAIGN 2013（bayfm）
- CUTIE♥SUNDAY（bayfm、2014年4月6日 - 2016年3月27日）
- POWER BAY MORNING（bayfm、2016年4月1日 - 2019年3月29日） - 金曜DJ
- ぶっちゃあのロッカールーム（bayfm、2017年10月6日- 2018年6月29日） - アシスタント
- NISSAN DAYZ presents SPICE UP SUNDAY（bayfm、2019年4月7日 - 2020年3月29日）
- KIKI-TABI〜2 Thousand Miles〜（JFN、2017年4月1日 - 2020年6月27日） - 番組ナビゲーター

### テレビドラマ
- 白衣のなみだ 第三部 ～使命～（東海テレビ、2013年6月3日～6月28日）- 吉岡瑞希 役
- ダンナ様はFBI～愛のミッション～（NHK BSプレミアム、2014年5月11日）

### 映画
- 今日、恋をはじめます（東宝、2012年12月8日公開） - 美咲 役

### 広告・CM
- トヨタ・パッソ（トヨタ自動車、2011年7月 - 2012年3月）
- ウィンターキャンペーン（JAバンクあいち、2011年11月 - 2011年12月）
- テレビに魔法をキャンペーン（名古屋テレビ、2012年）
- CANMAKEイメージモデル（井田ラボラトリーズ、2012年2月 - 2013年1月）
- ウイスパー ピュアはだ（P&G、2013年2月 - 2014年2月）
- じゃがチョコ〜中世ヨーロッパ貴族の三姉妹〜（ブルボン、2013年1月 - 2014年1月）
- ボールド（P&G、2014年）
- ANGEL SOLE（ミューテーション）
- ぎふ婚naviイメージキャラクター
- ボリーナ（田中金属製作所）
  - ボリーナイメージガール（2020年8月 - ）
  - 『24時間テレビ』内（2020年8月22日 - 23日、日本テレビ系列・東海地方限定）
  - 『おはよう朝日です』内（ABCテレビ、2020年12月 - 2021年5月）
  - 『サタデープラス』内（毎日放送、2021年4月 - 6月）

### プロモーションビデオ
- MEGARYU「バタフライGIRL feat. MOOMIN & NG HEAD」

### モデル
- 岐阜美少女図鑑
- RYUKYU ASIA COLLECTION（2011）
- TOKYO GIRLS COLLECTION（2011 AW、RYUKYU ASIA COLLECTION 2012 AW with TOKYO GIRLS COLLECTION）
- TOKYO STOCK STYLE（2012 SS）
- KANSAI COLLECTION（2012 AW、2013 SS、2013 AW）
- FUKUOKA ASIA COLLECTION（2013 SS、2014 SS）
- GirlsAward（2013 AW、2014 SS）